# Ђаво је у детаљима
„Ђаво је у детаљима”је изрека  која алудира на мистериозни елемент скривен у детаљима;   указује да „нешто може изгледати једноставно, али да сами детаљи могу бити сложени и постоји вероватноћа да ће произвести проблеме”.  Потиче од раније фразе „Бог је у детаљима”, изражавајући идеју да све што се ради треба радити темељито; односно да су детаљи битни. 

## Порекло
Изрека „Бог је у детаљима” приписивана је већем броју људи, нарочито архитекти Лудвигу Мису ван дер Роеу. Међутим, прихвата се да није од њега потекла. Немачка верзија: Der liebe Gott steckt im Detail, увелико се приписује немачком историчару уметности Абију Варбургу (1866–1929). Према Кристоферу Џонсону, Der liebe Gott steckt im Detail је био поднаслов семинара који је Варбург држао на Универзитету у Хамбургу у зиму 1925-26.  Француска верзија изреке „Le bon Dieu est dans le détail“ (буквално „Добри Бог је у детаљима”) се генерално приписује Гиставу Флоберу (1821–1880).   Изрека „ђаво је у детаљима” налази се у историји послератних европских интеграција из 1963. године.  Касније је посведочена 1965.  1969. помиње се као постојећа пословица.  Бартлетови познати цитати наводе аутора изреке као анонимног.  Уводник у Њујорк Тајмсу из 1989. године осврнуо се на очигледну заменљивост Бога и Ђавола у фрази, наводећи различите примере у штампи у то време; као и потешкоће да се утврди шта је било прво и колико дуго је у употреби једна или друга варијанта. 

## Варијанте
Постоји неколико варијанти: Ђаво (је) у детаљу(има). Изворно, "Бог је у детаљу" са именицом детаљ у једнини, у колоквијалној употреби често завршава у множини: детаљима. „Детаљ” се овде може разумети и као једнина и као збирна именица.  Када је говорила о детаљнијим тачкама једног закона, председница Представничког дома САД Ненси Пелоси је приметила: „Ђаво и анђели су у детаљима”. 
У новије време су се појавиле изреке „управљање је у детаљима” и „истина, ако постоји, она је у детаљима.” 